# Himerometra robustipinna

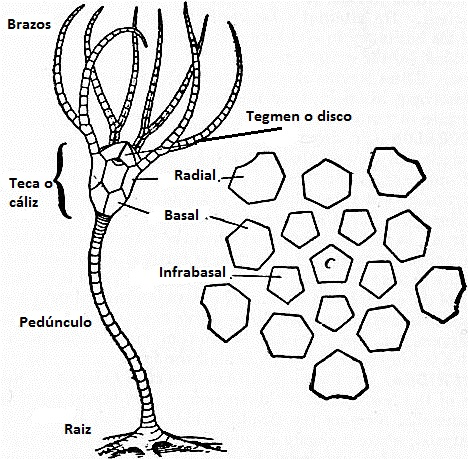
Crinoideo. A la derecha, los diversos tipos de placas del cáliz.

Himerometra robustipinna es una especie de lirio de mar de la familia Himerometridae, orden Comatulida.

## Morfología
Su cuerpo está formado por un disco en forma de copa, compuesto de 2 o 3 anillos de placas. En su interior se hallan las vísceras. La boca y el ano están en la parte apical, lo que les diferencia del resto de equinodermos, situándose la primera en el centro del disco. Tiene una serie de pínnulas alrededor, cuyos segmentos terminales están modificados formando una especie de peine de púas protectoras.
Tienen entre 32 y 62 brazos, normalmente 45, y de hasta 200 mm de longitud. También llamados rayos, los brazos están pinnulados en un mismo plano, lo que les da la apariencia de plumas, de ahí uno de los nombres comunes de los crinoideos en inglés: featherstar, o estrella de plumas. El género se caracteriza por tener tres grandes pínnulas proximales, siendo mayor la más próxima de ellas. Los brazos se componen de entre 20 y 42 osículos, o huesecillos, llamados braquiales, que son más anchos que largos, y que están articulados. Además tienen ligamentos, músculos, y en su interior cuentan con extensiones de los sistemas nervioso, vascular y reproductivo.
La primera serie de osículos, o primibraquial, nace de cada una de las cinco placas radiales de cada brazo, las segundas series nacen del último osículo de la primibraquial, del que parten dos series, o secundibraquial, y así consecutivamente.
En su parte aboral, o inferior, poseen apéndices alargados para anclarse al sustrato, denominados cirri. Cada cirrus, en singular, se compone de entre 20 a 30 cirrales, u osículos, y tienen una espina en cada uno de ellos.
Como la mayoría de los crinoideos, y muchos géneros del filo Echinodermata, poseen la capacidad de auto-amputarse un brazo, en situaciones de peligro para el animal. A esta facultad de algunos animales se le denomina autotomía, y, en el caso que nos ocupa, se combina con otra capacidad, la de regenerarlo por completo a continuación. Con frecuencia, en sustitución del brazo amputado, desarrollan dos nuevos brazos. Aparte de los brazos, también pueden regenerar los cirri, las pínnulas o el intestino; en este sentido, un estudio científico ha verificado que ejemplares de H. robustipinna regeneraron su masa visceral en 9 días, tras ser víctimas de predación.
Para desplazarse utilizan sus cirri, o el movimiento sincronizado, y de forma alterna, de sus brazos; que oscilan verticalmente de abajo a arriba. Lo que supone un espectáculo visual para los humanos.
Su color suele ser rojo o granate, con líneas o puntos amarillos, o blancos, en la parte dorsal de los brazos y en las puntas de las pínnulas. Raramente se ha identificado algún ejemplar azul.

## Alimentación
Son filtradores, y se alimentan, tanto por la boca, como a través de las pínnulas de los brazos. Se nutren de zooplancton, como foraminíferos, pequeños crustáceos y moluscos, y de fitoplancton.

## Reproducción
Son dioicos. Las gónadas se generan en algunas pínnulas de los brazos.   La reproducción sexual se produce por fertilización externa. Las larvas evolucionan de una simetría bilateral a simetría pentarradial, y poseen un tallo, que pierden al madurar, convirtiéndose en animales de vida libre. Necesitan entre 14 y 18 meses para alcanzar la madurez sexual.

## Galería

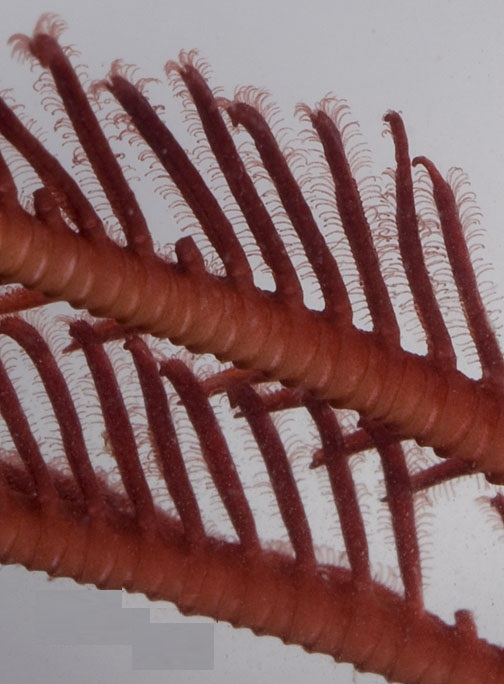
Podia, o brazos de H. robustipina
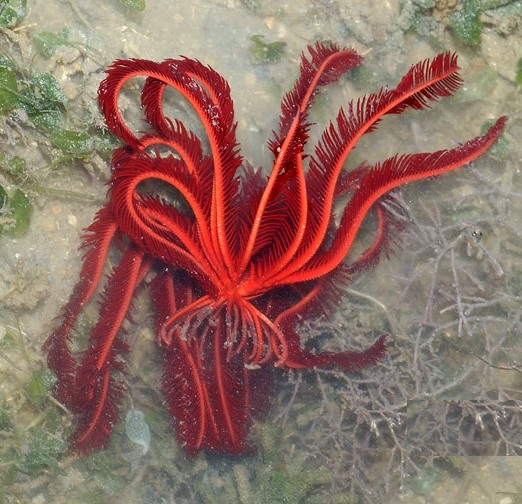
H. robustipinna en Buona Vista, Singapur
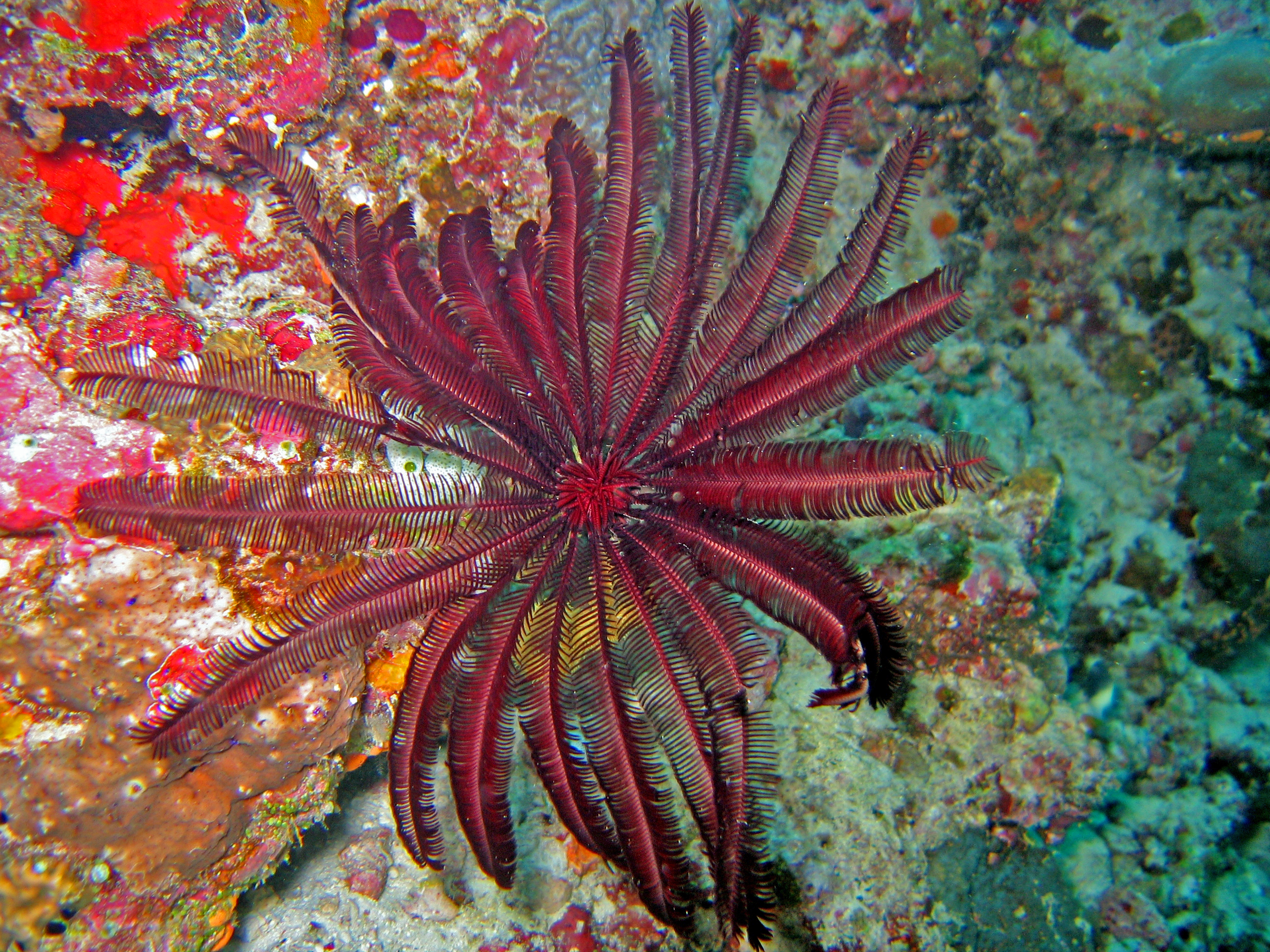
H. robustipinna en Maldivas
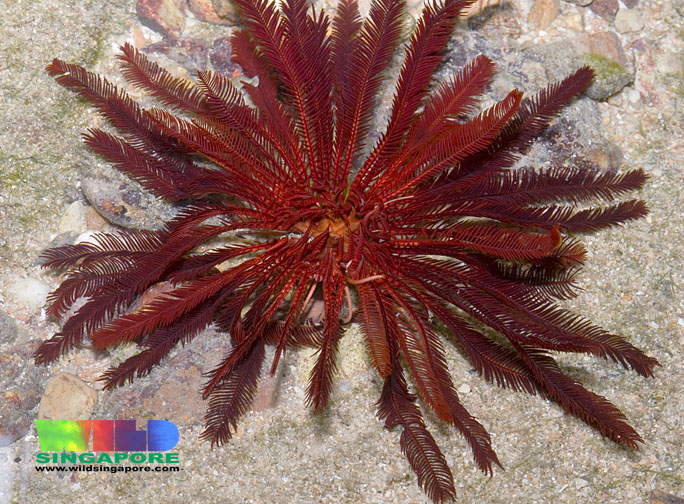
H. robustipinna en Singapur
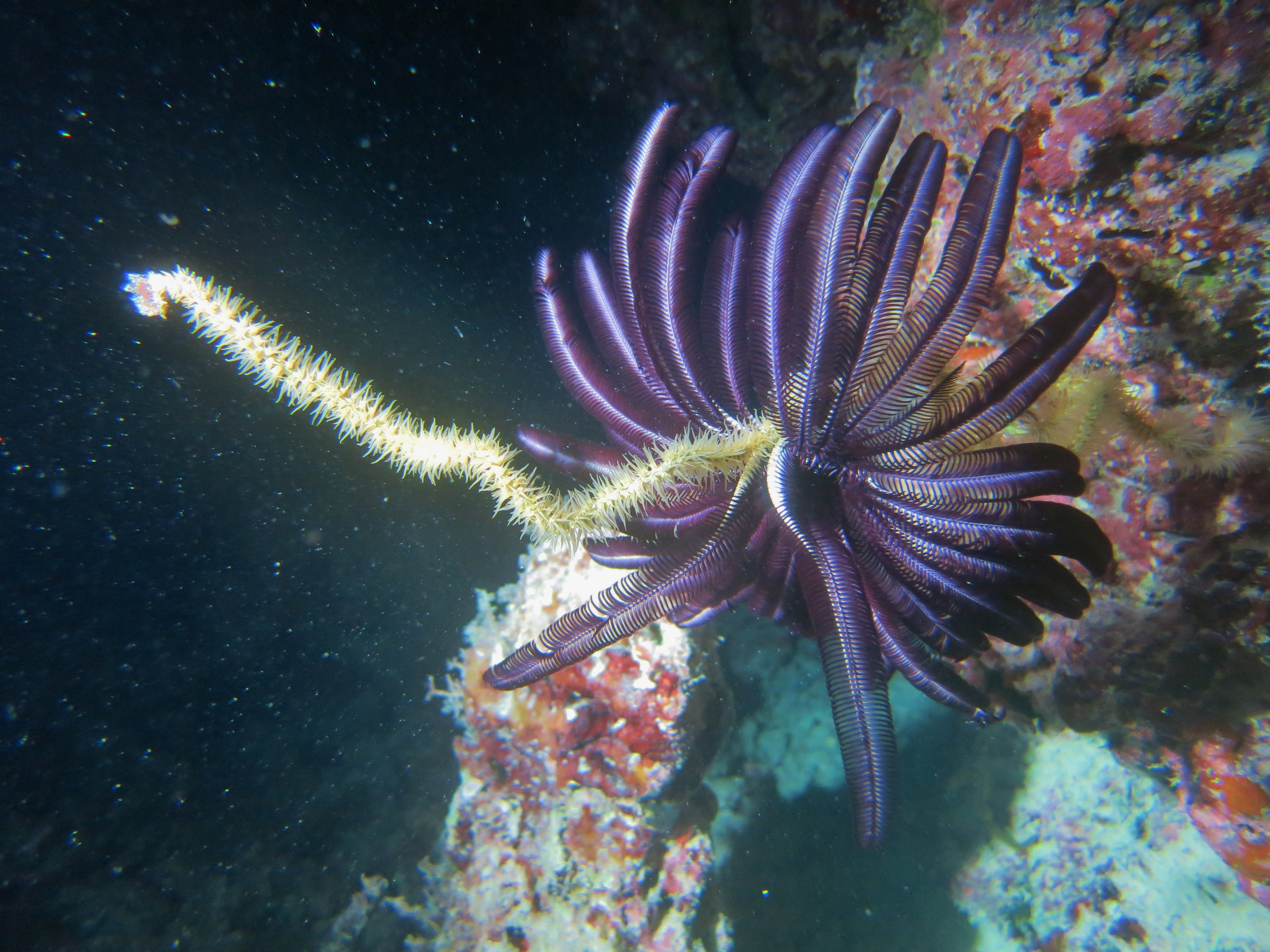
En el atolón Baa, Maldivas

## Hábitat y distribución
Se localizan entre 2 y 40 m de profundidad; en un rango de temperaturas entre los 25.56 y 28.36 °C. Anclados a corales duros, esponjas o gorgonias, y en rocas y arenas de arrecifes, siempre con corrientes.
Se distribuyen en aguas tropicales y subtropicales del océano Indo-Pacífico, desde la India, Sri Lanka, la bahía de Bengala, Indonesia, China, Australia, Filipinas y Japón.